# Folkshilfe
folkshilfe ist eine österreichische Band, die ihr Genre als „Quetschn-Synthi-Pop“ bezeichnet. „Quetschn“ ist ein im süddeutschen Sprachraum gebräuchlicher Ausdruck für die steirische Harmonika. Im Falle der Folkshilfe ist im Bassteil der Harmonika ein Synthesizer eingebaut, so ergibt sich ein voller Sound.

## Geschichte
Die Band gründete sich im Sommer 2011 um als Straßenmusiker aufzutreten. Erste Erfolge, mit Konzerten auf Bühnen statt auf der Straße, folgten 2013.
Ende 2014 wurden sie zur Teilnahme an der vom ORF veranstalteten Vorauswahl des österreichischen Beitrags zum Eurovision Song Contest 2015 eingeladen. In der TV-Show Eurovision Song Contest – Wer singt für Österreich? mit anfangs 16 Kandidaten erreichten sie die Schlussrunde der letzten sechs, wo sie schließlich den vierten Platz belegten. Am 7. März 2015 erschien die EP Seit a poa Tog.
Von 2015 bis 2019 war die Band beim deutschen Musiklabel BlankoMusik unter Vertrag. Für den Labelgründer Hage Hein galt die Folkshilfe als seine neue „‚Kampftruppe‘, um die bayerischen Musikstadl zu unterwandern.“ In Zusammenarbeit mit BlankoMusik brachten die Musiker 2015 das Album mit F und 2017 das Album BAHÖ auf den Markt. Die erste Singleauskopplung aus BAHÖ Mir laungts hielt sich über viele Wochen an der Spitze der Hörercharts des größten österreichischen Musiksenders Hitradio Ö3. Seit 2019 releast die Band unter dem Wiener Label Töchtersöhne.
Die Band bleibt, neben ihren Auftritten auf diversen Festivals und Konzerten, auch ihrer Geschichte als Straßenmusiker treu. 2015 führt sie ihre „streetmusic-tour“ in viele deutsche Städte wie Berlin, Hamburg, Köln, Mainz und Frankfurt am Main sowie in die Niederlande (Amsterdam, Rotterdam) und nach Belgien (Brüssel, Antwerpen). Beim Spielbergfestival 2016 hatte Gitarrist Kaineder seinen letzten Auftritt und wurde von Paul Slaviczek ersetzt. In neuer Besetzung tourt die Band, neben Auftritten in Konzerthallen, seit 2016 bei der sogenannten „Tour der Regionen“ durch kleine Wirtshaussäle und Clubs in Österreich und Deutschland, abseits der großen Städte. Es folgten Auftritte beim Woodstock der Blasmusik 2018 und als Co-Headliner des Donauinselfests 2019. 2020 mussten aufgrund der COVID-19-Pandemie sämtliche geplanten Konzerte der SING-Tour abgesagt werden. Beim 1. ORF-Radiofestival im Juli 2020 trat die Band jedoch live auf. 2023 brachte die Band das Album „VIRE“ heraus. Der Titel ist zum einen ein Hinweis darauf, dass es sich um das vierte Album der Band handelt und kann zum anderen aus dem österreichischen Dialekt mit „nach vorne“ übersetzt werden. 2024 tourt die Band mit einem Unplugged-Programm durch Österreich und den deutschsprachigen Raum. Dabei wird die Band durch zusätzliche Musikerinnen wie Streicherinnen oder Percussion erweitert.

## Soziales und gesellschaftspolitisches Engagement
Die Band setzt sich, in Kooperation mit der österreichischen Hilfsorganisation Volkshilfe, gegen Kinderarmut ein. Weiters unterstützt sie Fridays for Future und trat am 25. März 2022 beim Klimastreik in Wien auf. Im Rahmen der Solidaritätskonzerte für die Ukraine in 20 europäischen Städten trat sie am 27. März 2022, gemeinsam mit 17 anderen österreichischen Künstlern, vor mehr als 100.000 Kundgebungsteilnehmern am Wiener Heldenplatz auf.

## Diskografie (Auswahl)
Alben
- Tourlaub 2013 (EP, Ritt Sound, 2013)[18]
- Seit a poa Tog (EP, tourlaub records, 2015)[19]
- Mit F (Capriola, Vertrieb: Sony, 2015)[20]
- Bahö (Capriola, Vertrieb: Sony, 2017)[21]
- Sing (Töchtersöhne, Vertrieb: Edel, 2019)[9]
- Vire (Töchtersöhne, Vertrieb: HOANZL, 2023)
- Bunt (2025)

Singles
- Seit a poa Tog (Komponisten: Florian Ritt, Mathias Kaineder & Gabriel Haider; 2015)[22]
- Ned au (Komponisten: Florian Ritt, Mathias Kaineder & Gabriel Haider; 2015)[23]
- Who you are (Komponisten: Florian Ritt, Mathias Kaineder & Gabriel Haider; 2015)[24]
- Mir laungts (Komponisten: Florian Ritt, Paul Slaviczek, Gabriel Haider & Mathias Kaineder; 2017)[25]
- NIRWANA (Komponisten: Florian Ritt, Paul Slaviczek, Gabriel Fröhlich, David Raddish & Mathias Kaineder; 2018)[26]
- Hey du (Komponisten: Florian Ritt, Paul Slaviczek, Gabriel Fröhlich; 2019)[27]
- SING (Komponisten: Florian Ritt, Paul Slaviczek, Gabriel Fröhlich; 2019)[9]
- Wir heben heid o (Komponisten: Florian Ritt, Gabriel Fröhlich und Paul Slaviczek; 2021)
- Hau di her (Komponisten: Florian Ritt, Gabriel Fröhlich und Paul Slaviczek; 2021, AT: Gold)[28]
- kummama (Komponisten: Florian Ritt, Gabriel Fröhlich und Paul Slaviczek; 2022)
- Najo eh (Komponisten: Florian Ritt, Gabriel Fröhlich, Matthias Pirngruber, Paul Slaviczek und Paul Pizzera; 2023)
- Schena Mensch (2023, AT: Gold)
- Owa Vom Gas (feat. Paul Pizzera; 2024)[29]

## Musikvideos (Auswahl)
- Shake Your Body (Schnitt: Kevin Rieseneder)
- Seit a poa Tog (Videoproduktion: Kevin Rieseneder, Manuel Prammer; Licht: Idee & Regie: Ricarda Oberneder; Location: Tabakfabrik Linz; Art Direction: MOOl design)
- Loss da helfn (Kamera und Schnitt: LM-media)
- Summa Sun (2015; Kamera und Schnitt: Lukas Wögerer, Musik produziert von Vlado Dzihan und folkshilfe)
- Servus griass di (live@Posthof 2015) (Kamera: Lukas Wögerer, Helmut Geissler, Dominik Hörner, Peter Egger; Schnitt: Lukas Wögerer; mixed by Lukas Fürnschlief; mastered by Martin Scheer)
- Karl und Resi (live@Posthof 2015) (Kamera: Lukas Wögerer, Helmut Geissler, Dominik Hörner, Peter Egger; Schnitt: Lukas Wögerer; mixed by Lukas Fürnschlief; mastered by Martin Scheer)
- Mir laungts (2017; Idee und Regie: Ricarda Oberneder, folkshilfe; Videoproduktion: Hirandnow, Luftbilder: Max Zauner; Location: Engelhartszell)
- Maria Dolores (2018 in Koh Lanta/Thailand; Videoproduktion: Lukas Wögerer)
- NIRWANA (2018; Konzept & Regie: Felix Sturmberger, Schnitt & Produktion: David Ruhmer, Kamera & Farbkorrektur: Florian Schwarz; mixed by Willy Löster, mastered by Ludwig Maier)
- Hey du (2019; Konzept & Regie: Martin Schiske & folkshilfe, DOP & Color: Florian Hofer, Maske & Styling: Hannah Filzmoser, styleguards; mixed by Willy Löster, mastered by Ludwig Maier)
- Sing (2019; Idee: Felix Sturmberger, Florian Schwarz, David Resch; Regie: Felix Sturmberger; DOP, Schnitt, Color: Florian Schwarz/Captif; Licht: Mike Aicher; Kostüm: David Resch/Reschberger Feschn; Hair & Makeup: Hannah Filzmoser / Styleguards; Produktion: Captif)
- Simone (2020; Autoverkäufer: Günther Lainer; Idee & Produktion: Felix Sturmberger, Florian Schwarz, David Resch; Regie & Sound Design: Sturmberger; Kamera & Farbkorrektur: Schwarz; Luftaufnahmen & Licht: Philipp Lindner; Schnitt: Sturmberger, Schwarz; Kostüm: Resch, Sturmberger (Reschberger Feschn) Hair & Make-up: Hannah Filzmoser (Styleguards))
- Immer wieder (2020; Produktion: Florian Schwarz (Captif); Idee: Felix Sturmberger, Florian Schwarz; Directed by: Felix Sturmberger; Director of Photography: Florian Schwarz; Gaffer: Mike Aicher; Styling: David Resch (Reschberger Feschn); Gifs und Animation: Marta Todorova; Editor: Florian Schwarz, Felix Sturmberger)
- Wir heben heid o (2021; Produktion, Konzept und Regie: Felix Sturmberger; Kamera: Florian Schwarz; Kameraassistenz: Philipp Pölz; Drohne: Raffael Portugal; Slow-Motion Kamera: Bernhard Pusch; Licht: Mike Aicher; Schnitt: Felix Sturmberger, Florian Schwarz; VFX: Joachim Dieplinger; Make-up & Hair: Hannah Filzmoser; Styling: Felix Sturmberger, David Resch)
- Hau di her (2021; Regie, Produktion, Schnitt: Felix Sturmberger; Kamera, Farbkorrektur, Schnitt: Florian Schwarz; Kameraassistent, 2. Kamera: Tobias Wögerer; Make Up & Hair: Hannah Filzmoser; Ausstattung: Reschberger Feschn; Catering: Lisi Ziebermayr)
- kummama (2022; Regie/Outfits: Ricarda Oberneder; Produktion/Schnitt/CC: David Ruhmer; Kamera: Manuel Bauer; Kameraassistent: Stefan Pausa; Licht: Mike Aicher; Lichtassistent: Elias Illig; mixed by Lukas Hillebrand, mastered by Martin Scheer)
- Najo eh (2023; Animation; Konzept: Sonority; Animation: Niko Popp; Charaktere: Studio0816, Loft Kreativagentur; mixed/produced by Syrix/Irievibrations Records, mastered by Martin Scheer)

## Auszeichnungen und Nominierungen
Auszeichnungen
- Amadeus Austrian Music Award 2018: Bester Songwriter für Mir laungts (Text und Musik: Florian Ritt, Gabriel Fröhlich; Musik: Paul Slavicek; Text: Mathias Kaineder)[30]
- Mostdipf-Preis 2024[31]

Nominierungen
- Amadeus Austrian Music Award 2020: Live Act des Jahres
- Amadeus Austrian Music Award 2021: Songwriter des Jahres für Simone (Text und Musik: Gabriel Fröhlich, David Haider, Willy Löster, Florian Ritt, Paul Slaviczek, David Wöhrer)
- Amadeus Austrian Music Award 2022: Live Act des Jahres
- Amadeus Austrian Music Award 2023: Live Act des Jahres